# Alucita libraria
Alucita libraria là một loài bướm đêm thuộc họ Alucitidae. Loài này có ở Nam Phi.